# Социальная фасилитация
Социа́льная фасилита́ция — эффект, при котором человек более успешно выполняет поставленные задачи в присутствии других людей, чем в одиночку. Сам механизм, то есть зависимость скорости, объёма и других показателей успешности действий от присутствия рядом особей своего вида, наблюдается не только у людей, но и у животных. Эффект обычно наблюдается при деятельности, связанной с хорошо усвоенными реакциями или привычными действиями. При выполнении сложных задач присутствие других особей может оказывать обратный эффект, который в социальной психологии получил название социальной ингибиции.
При труде в коллективе и отсутствии оценки индивидуального труда каждого участника проявляется противоположный эффект — социальная леность.

## Понятие социальной фасилитации
Социальная фасилитация – это, как определяет Р. Зайонц, тенденция людей действовать иначе в присутствии других людей в сравнении с выполнением идентичного задания в одиночестве. Предполагается, что нахождение среди других людей влияет на индивидуальную эффективность. Значимым модератором данных отношений является сложность задания, выполняемого человеком. Отношения присутствия сторонних людей и  производительности характеризуются облегчением выполнения простых задач и ухудшением выполнения сложных, что указывает на обратный эффект, который известен как социальная ингибиция.
Данный психологический феномен имеет важное практическое значение. Исследование влияния различных социальных контекстов на способности справляться с заданиями разной сложности – от отрепетированных до незнакомых, требующих большего внимания и сообразительности, способствует применению полученных знаний в различных областях, включая образовательные стратегии, повышение продуктивности сотрудников на рабочем месте и тренировочный процесс спортсменов.

## Исторический контекст
Социальная фасилитация является основополагающим феноменом в социальной психологии. Изучение данного явления было положено психологом Норманном Триплетом в XIX веке. Далее теория активно развивалась в работах американских психологов Флойда Олпорта и Роберта Зайонца. 

### Ранние исследования
Принято считать, что Норман Триплетт был одним из первых, кто принялся изучать социальную фасилитацию. По данному феномену психолог провел один из самых ранних экспериментов в социальной психологии. Н. Триплетт, будучи заинтересованным в велосипедных гонках, заметил, что спортсмены показывают лучшие результаты, участвуя в соревновании с другими людьми, по сравнению с результатами заездов на время в одиночку. Данные наблюдения натолкнули психолога на гипотезу о том, что присутствие конкурентов повышает производительность за счет повышенной мотивации и возбуждения. 
Для того чтобы проверить гипотезу, Триплетт разработал социальный эксперимент, в котором детям было дано задание, как можно быстрее смотать рыболовные катушки. Часть испытуемых выполняла задание в одиночку, в то время как другая часть детей должна была выполнить задание в паре с соперником. Результаты показали, что дети, работавшие в паре, справились с заданием намного быстрее. Это натолкнуло исследователя на мысль о том, что физическое присутствие другого участника может высвободить скрытую энергию, которая обычно недоступна при выполнении заданий в изоляции. Данное исследование заложило основу для дальнейшего изучения влияния социальных контекстов на производительность индивидуумов.

### Концептуализация феномена
Флойд Олпорт продолжил изучение феномена, основоположником которого стал Триплетт, назвав его «социальная фасилитация». В своей работе 1920 года "Влияние группы на ассоциации и мышление" Олпорт разработал серию экспериментов, в которых участники решали когнитивные задачи, такие как объединение слов и задачи на умножение, либо в одиночку, либо в группах. Его результаты показали, что люди создавали больше ассоциаций и решали проблемы более эффективно, работая бок о бок с другими, по сравнению с тем, когда они были изолированы, что позволило  предположить, что социальное присутствие усиливает когнитивные процессы и мотивацию. Олпорт выделил два основных эффекта: эффект совместного действия, при котором производительность повышается благодаря совместной работе с другими людьми, выполняющими ту же задачу, и эффект аудитории, который предполагает выступление перед наблюдателями. Его методологические инновации, включая контролируемые условия и количественные измерения, обеспечили строгую основу для изучения социальных влияний на поведение.

### Вклад Роберта Зайонца
Роберт Зайонц также внёс значительный вклад в теоретическую разработку социальной фасилитации. В 1965 году Зайонц вынес гипотезу, которая объясняла, как физиологическое возбуждение влияет на производительность в зависимости от сложности задачи. Он провел эксперименты, демонстрирующие, что, хотя люди лучше справлялись с простыми задачами, когда за ними наблюдали, их эффективность при выполнении сложных задач часто ухудшалась в аналогичных условиях. Теория Зайонца  утверждает, что присутствие других людей повышает уровень возбуждения, что может усилить доминирующие реакции при выполнении хорошо заученных или простых задач, но может привести к беспокойству и снижению работоспособности при выполнении более сложных задач. Доминирующие реакции в данном контексте определяются как ранее хорошо усвоенные и наиболее ожидаемые в качестве ответа на запрашиваемое задание. Если поставленная задача хорошо усвоена, доминирующая реакция склонна быть правильным ответом. Напротив, если человек еще в процессе освоения задачи и она все еще представляет трудности для выполнения, доминирующая реакция, скорее всего, даст неправильный ответ, снизив производительность исполнителя. Такая двойственность привела к более глубокому пониманию социальной фасилитации, подчеркнув, что ее эффекты не всегда положительны, а скорее зависят от характеристик задачи.

### Дальнейшая эволюция концепта
После фундаментальных исследований Зайонца  исследования в области социальной фасилитации значительно расширились на протяжении XX века, изучая различные факторы, влияющие на эти эффекты, включая индивидуальные различия, такие как уровень тревожности и уверенности в себе, а также групповую динамику. Терминология, связанная с социальной фасилитацией, также эволюционировала, выйдя за рамки первоначальных концепций совместного действия и воздействия на аудиторию, и включив в себя такие аспекты, как оценка, восприятие и отвлечение внимания.

## Механизмы социальной фасилитации
В основе феномена социальной фасилитации лежат механизмы, которые объясняют влияние присутствия других людей на индивидуальную производительность. Данные механизмы строятся на четырёх основных аспектах: теория возбуждения, когнитивная оценка, когнитивная нагрузка и социальное сравнение.

### Теория возбуждения
Теория возбуждения говорит о том, что присутствие других людей усиливает физиологическое возбуждение, которое может не только повысить производительность при выполнении простых или хорошо отработанных задач, но и ухудшить производительность при выполнении сложных задач. Ключевым аспектом данной теории является процесс, заключающийся в том, что повышение возбуждения приводит к активации доминирующих реакций, которые с большей вероятностью будут правильными для выполнения знакомых задач, но могут препятствовать выполнению, когда задачи требуют более сложной обработки.
Данный метод находит объяснение в исследовании Р. Зайонца, где он использовал тараканов для объяснения процессов социальной фасилитации. Тараканы помещались в специальные лабиринты, которые состояли из простых и сложных маршрутов. Одна часть тараканов проходила задание в одиночку, другая делала это под наблюдением других особей. Результаты данного эксперимента показали, что тараканы под наблюдением других особей проходят быстрее лёгкие маршруты, что подтверждает концепт социальной фасилитации. Однако, испытуемые тратят больше времени на сложные маршруты, что иллюстрирует противоположный эффект, социальную ингибицию. 
Дэвид Майерс, однако, предположил, что при рассмотрении присутствия других людей не как конкурентов, а как соисполнителей, может проявляться такой феномен как социальная леность, когда люди будут хуже выполнять задание не из-за его сложности, а потому что они чувствуют меньшую личную ответственность за результаты своего труда, так как оно исполняется в группе.

### Когнитивная оценка
Когнитивная оценка предполагает, что люди испытывают повышенную мотивацию в тех ситуациях, когда знают, что их оценивают другие, поэтому главным условием для срабатывания механизма является присутствие других людей в момент выполнения человеком определённой задачи. Акцент также падает на степень близости с данными лицами, предполагается что от неё будет зависеть то, насколько сильно будет повышаться мотивация лица при выполнении поставленных задач. Беспокойство находиться под пристальным взглядом окружающих может побуждать людей работать лучше в ситуациях, когда они чувствуют, что оценивают их работу.
Так, к примеру, в одном исследовании, описанном Майерсом, участвующие в забеге прибавляли в темпе на определённом участке дороги, где сидела женщина, если она на них смотрела, если же она сидела спиной, они продолжали бежать в том же темпе. Майерс также оставляет критический комментарий, отмечая, что боязнь оценки может также привести к обратным эффектам в производительности. Так, люди часто испытывают смущение, когда их оценивают, что способно помешать им справиться даже с тем, что они выполняют автоматически.

### Когнитивная нагрузка
Когнитивная нагрузка в условиях социального присутствия может повлиять на умственные усилия, необходимые для выполнения поставленной задачи. Высокая когнитивная нагрузка, заключающаяся в увеличенном объёме требующихся для выполнения задания усилий, может привести к снижению производительности. Особенно это проявляется при выполнении сложных задач, поскольку люди могут с трудом справляться с требованиями поставленной задачи. Более того, дополнительную нагрузку к выполнению задач высокого уровня также оказывают отвлекающие факторы, которые создаются социальным окружением.
Данный метод также может быть проиллюстрирован исследованием Р. Зайонца, присутствие других людей влияет на когнитивное восприятие при решении задач. Задания низкой сложности требуют оптимального объёма когнитивной нагрузки, позволяя человеку с лёгкостью решить их. Однако, при увеличении сложности задания в условиях социального окружения человек оказывается под высокой когнитивной нагрузкой, что мешает ему справиться с поставленной задачей.

### Социальное сравнение
Важным механизмом является социальное сравнение, которое предполагает, что люди оценивают свои результаты по сравнению с другими. Как показывают исследования присутствие сверстников может мотивировать людей улучшать свои показатели за счёт конкуренции или сравнения, влияя на их общий результат. 
Классическим примером социальной фасилитации, проявляющейся через призму социального сравнения является работа Нормана Триплетта. В своём исследовании он изучал, способно ли присутствие конкурента повлиять на скорость выполнения задания. Согласно эксперименту, дети были поделены на две группы, в одной из которых каждый ребёнок был определён в пару и должен был на скорость скатать рыболовную катушку, в другой все выполняли поставленную задачу индивидуально. Результаты показали, что наличие соперника увеличивает производительность исполнителя, что подтверждает теорию социального сравнения. 
Однако, действие данного механизма ожидается только в тех ситуациях, когда человек считает других исполнителей той же задачи соперниками, так как иначе он склонен сравнивать себя с ними, только если будет учитываться индивидуальный вклад каждого члена команды.
Данные механизмы, действуя по отдельности или дополняя друг друга, иллюстрируют феномен социальной фасилитации, объясняя воздействие социального контекста на характер выполнения индивидом поставленных заданий, описывая изменения в эффективности динамики его действий. 

## Факторы, влияющие на социальную фасилитацию
Изучение оказания влияния факта присутствия других людей на качество выполнения человеком поставленной задачи было рассмотрено рядом учёных через призму некоторых факторов, в числе которых сложность задания, групповая динамика и индивидуальные различия. Данные факторы влияют на эффект, который будет оказывать социальное окружение на продуктивность человека, определяя для него позитивный или негативный характер. 

### Сложность задания
Сложность задания играет одну из главных ролей в определении того, насколько качественно будет работать человек в окружении других людей. Многие учёные, изучавшие феномен социальной фасилитации, обращали внимание именно на фактор сложности, утверждая, что социальное окружение положительно влияет на продуктивность человека при условии, что задача не требует сложного анализа и долгого размышления, а основывается на базовых знаниях. Когда человеку предстоит решить сложную задачу, эффект от социального окружения становятся отрицательным, снижая продуктивность исполнителя. 
Зайонц в своём исследовании описывает теорию возбуждения, утверждая, что присутствие людей повышает физиологическое возбуждение, которое оказывает определённое влияние на производительность, в зависимости от сложности выполняемого задания. При выполнении простых задач, уже хорошо усвоенных человеком, усиленное возбуждение обычно повышает производительность, поскольку способствует выполнению доминирующих реакций. Наоборот происходит при выполнении сложных заданий, которые не были хорошо освоены человеком, повышенное возбуждение может привести к социальному торможению, поскольку под давлением возрастает вероятность выполнения не доминантных реакций, которые часто не являются правильным решением поставленной задачи. 
Действие данного фактора было также рассмотрено  Маркусом, который провёл соответствующий эксперимент. Испытуемым предлагалось выполнить две задачи, находясь в окружении людей. Первое задание было лёгким и заключалось в необходимости завязать шнурки на ботинках, второе предполагало более сложную задачу — завязать лабораторный халат. Результаты показали, что, находясь в аналогичных условиях, участники хорошо справились с простыми задачами, но испытали трудности при решении более сложных. 
Исследования показывают, что сложность задания определяет, будет ли социальное окружение способствовать выполнению задания человеком, повышая его продуктивность, или отягощать его. 

### Групповая динамика
Групповая динамика рассматривает характер взаимоотношений в группе, определяя как человек будет чувствовать себя, находясь в данном социальном контексте, и тем самым существенно влияя на его продуктивность. Ссылаясь на Олпорта, можно утверждать, что присутствие других людей оказывает влияние на когнитивные процессы и ход его мышления, что обуславливает различие в результатах его деятельности. Групповая динамика может быть рассмотрена как конкурентная среда и среда сотрудничества, что влияет на различный уровень воздействия социального окружения на отдельного представителя этой группы. Воздействие может быть выражено как мотивацией, так и давлением, что обуславливает показатели работы рассматриваемого человека. 
Другими важными показателями групповой динамики являются уровень близости между исполнителем и аудиторией и статусность представителей группы. 
Основываясь на данных показателях, Герен и Иннес в своём исследовании рассматривали, как состав группы может повлиять на производительность. Они заметили что, люди ведут себя по-разному, когда за ними наблюдают сверстники, по сравнению с тем, когда аудиторию составляют авторитетные лица или незнакомцы. В основном, это происходит из-за того, что исполнители начинают испытывать социальное давление, ожидая, что данные люди будут оценивать их работу.
Тем самым, групповая динамика влияет на реакции индивида, которые обуславливают качество выполнения им определённых задач. 

### Индивидуальные различия
При рассмотрении феномена социальной фасилитации, нельзя не учитывать индивидуальность каждого человека в восприятии социального окружения, что сказывается на степени эффекта, оказанного группой и характеризует его как социальное содействие или торможение. Среди показателей индивидуальных различий можно отметить личностные особенности, уровень опыта и тревожность. В совокупности они формируют реакцию человека на присутствие других людей,  которая сказывается на его производительности. 
Коттрелл, рассматривая влияние индивидуальных различий, подчёркивал, люди могут опасаться быть плохо оценёнными аудиторией, что может повышать их уровень возбуждения и оказывать влияние на качество выполненной работы. При этом, те, кто, в силу своего тревожного склада личности, более обеспокоен оцениванием, могут испытывать значительное снижение производительности, особенно при выполнении сложных задач, из-за повышенного стресса и отвлечения фокуса внимания от основной задачи. 
Важную роль играет опыт выполнения поставленной задачи, который варьируется для разных людей. Люди, обладающие большим опытом, скорее всего выиграют от присутствия социального окружения, чем те, которые такого опыта не имеют. Это обусловлено тем, что для них представленные задачи уже знакомы, из-за чего доминирующие реакции, которыми они будут отвечать, с большой вероятностью будут правильными. Люди, которые не имеют достаточного опыта в решении определённой задачи, будут испытывать трудности, находясь перед другими людьми, из-за неуверенности в способности выполнить задание. 
Индивидуальные различия определяют то, как люди воспринимают окружение и влияют на степень и характер социального влияния, отражающегося на продуктивности. 

## Практическое применение
Многие современные исследователи подходят к изучению социальной фасилитации с практической точки зрения, рассматривая применение данного феномена для активации продуктивности людей в различных областях. В частности, можно найти описание практических рекомендаций повышения эффективности работы человека в образовательном контексте, спорте и рабочей среде. 

### Образовательный контекст
Одним из основных аспектов, касающихся интегрирования социальной фасилитации в образовательный процесс с целью повышения показателей результативности является создание совместной среды обучения. Исследования показывают, что ученики показывают гораздо лучшие результаты, работая в группе. Социальная поддержка сверстников и возможность делиться знаниями оказывает положительный эффект на успеваемость учащихся, что показывает повышение их вовлечённости в образовательный процесс в условиях группового содействия. Следовательно, для поднятия результативности работы требуется создавать условия для совместного обучения, в которых учащиеся будут взаимодействовать друг с другом в процессе решения задач.
Также исследования делают упор на взаимодействие со сверстниками в качестве показателя, оказывающего положительный эффект на обучающихся. Фаркова и Барановская в своём исследовании рассматривают данный эффект на примере изучения языков. Предполагается, что такие практики, как работа в паре или небольшой группе активизирует навыки говорения и аудирования эффективнее, чем при самостоятельной работе. Присутствие сверстников, объединённых общей целью, снижает тревожность и уровень волнения, вселяя в ученика большую уверенность, что положительно влияет на его успехи в обучении.
Более важным является присутствие учителя как авторитетного социального лица, которое может повышать успеваемость учащихся при правильном подходе к образовательному процессу. Преподаватели могут создавать благоприятную среду для обучения, выстраивая коммуникацию между обучающимися, а также давая конструктивную обратную связь ученикам, что приводит к более эффективным результатам обучения.
Также можно говорить об эффективном применении мотивации к обучению, создаваемой конкурентной средой. Когда обучающиеся знают, что их результаты будут сравниваться с результатами других членов группы, они стараются приложить больше усилий, что может положительно повлиять на показатели их продуктивности.

### Спорт
Социальную фасилитацию можно наблюдать в контексте спортивных мероприятий, где эффект социального присутствия воздействует на результативность спортсменов. Одним из главных аспектов в данном случае является социальное сравнение. Спортсмены, находясь погружёнными в конкурентную среду, склонны проводить сравнения своих способностей и способностей соперников. Оценка своего потенциала относительно других может повысить стимул прикладывать больше усилий и показывать лучший результат.
Важное значение оказывает тренер, который создаёт мотивационный климат, выстраивая определённую социальную среду между спортсменами. От характера данной среды зависит то, какое влияние она будет оказывать на спортсмена. Существует две основных траектории — выстраивание конкурентной среды, где спортсмены, проводя постоянное социальное сравнение себя и соперников, должны быть нацелены на превосходство других, и личностное развитие через совместную мотивацию. Данные пути предполагают разный уровень тревожности, испытываемой спортсменом, что оказывает непосредственное влияние на результат, но в обоих случаях говорит об улучшении показателей их деятельности, за счёт повышенной мотивации.

### Рабочая среда
Социальная фасилитация становится важным инструментом для достижения стратегических целей компании, позволяя улучшать коммуникацию между сотрудниками и выстраивать эффективную групповую работу. 
В первую очередь социальная фасилитация может помочь создать положительную рабочую атмосферу для эффективного решения задач в процессе конструктивной коммуникации участников. Грамотное применение механизмов социальной фасилитации способствует уменьшению конфликтов в коллективе, что оказывает положительное влияние на продуктивность сотрудников, улучшая показатели работы компании в целом.
Также влияние на рабочую динамику оказывает такой фактор как сложность задач, коллективная работа коллег способствует повышению продуктивности при решении простых задач, однако решение более сложных задач не всегда эффективно складывается при выполнении группой. Отмечается, что влияние конфликтов также зависит от сложности представленной задачи, где более сложные задачи оказывают более сильное негативное влияние на производительность членов группы.
Социальная фасилитация также может быть рассмотрена как движущая сила командной работы. Групповая работа в условиях качественно выстроенной коммуникации в коллективе позволяет участникам чувствовать поддержку со стороны коллег, благодаря чему они открыты к тому, чтобы делиться знаниями и опытом, что способствует личностному росту каждого сотрудника и повышает продуктивность команды в целом. Совместное взаимодействие оказывает прямое влияние на обучение и совершенствование сотрудников.
Также влияние на рабочую динамику оказывает такой фактор как сложность задач, коллективная работа коллег способствует повышению продуктивности при решении простых задач, однако решение более сложных задач не всегда эффективно складывается при выполнении группой.

## Обратный эффект
В 1930-х годах были получены экспериментальные подтверждения того, что в некоторых случаях присутствие других людей мешает выполнению задач. Этот обратный эффект позже получил в социальной психологии название социальной ингибиции. Так, при действиях, не доведённых до автоматизма (например, заучивание бессмысленных слогов, прохождение лабиринтов, решение сложных арифметических задач) присутствие других людей снижало скорость их выполнения.
В 1966 году Роберт Зайонц попытался найти теоретическое обоснование для противоречащих друг другу данных. Он трактовал результаты с помощью общеизвестного в экспериментальной психологии правила: «возбуждение благоприятствует доминирующим реакциям». Иначе говоря, социальное возбуждение, вызываемое присутствием другого человека, усиливает реакции, но снижает осторожность, вот почему простые действия, в которых маловероятна ошибка, выполняются успешнее, тогда как в сложных действиях, требующих сосредоточения, растёт количество ошибок, из-за чего они выполняются менее успешно.
Около 300 исследований на 25 000 добровольцах подтвердили гипотезу Зайонца. Позднее было выявлено, например, что в присутствии наблюдателей студенты быстрее разбираются с лёгкими лабиринтами и труднее — со сложными, а хорошие игроки в бильярд показывают ещё более высокие результаты по количеству попаданий в лузу, тогда как плохие начинают играть ещё хуже.

## У животных
Эффект социальной фасилитации неоднократно наблюдался и у животных: в присутствии других особей своего вида муравьи быстрее рыли песок, цыплята поедали больше зёрен, а спаривающиеся крысы проявляли большую сексуальную активность в присутствии других пар. У животных также наблюдалась и так называемая социальная ингибиция: тараканы, длиннохвостые попугаи и зелёные зяблики медленнее осваивали прохождение лабиринтов в присутствии особей своего вида.